# Hoch oben im Baum
Hoch oben im Baum (englischer Originaltitel Up in the Tree) ist ein Bilderbuch der kanadischen Schriftstellerin Margaret Atwood, das im Jahr 1978 beim Verlag McClelland & Stewart veröffentlicht wurde. Die deutsche Erstausgabe in einer Übersetzung von Peter Maiwald erschien 1994 beim Fischer Taschenbuch Verlag.

## Inhalt
Zwei Kinder leben auf einem Apfelbaum. Sie freuen sich, wenn die Sonne scheint, und spannen ihre Schirme auf, wenn es regnet. Im Frühling schaukeln sie und im Herbst tanzen und krabbeln sie auf den Ästen. Wenn es stürmt, halten sie sich an den Zweigen fest, um nicht herunterzufallen. Eines Tages tauchen zwei Biber auf und fressen ihre Leiter, sodass die Kinder nicht mehr vom Baum heruntersteigen können. Außerdem haben sie jetzt nicht mehr Warmwasser und auch kein Telefon – und statt Pfannkuchen werden sie wohl Blätter essen müssen! Glücklicherweise sitzen die beiden doch nicht für immer auf dem Baum fest, denn am nächsten Tag kommt ein großer freundlicher Vogel geflogen, der die Kinder auf seinem Rücken mitnimmt und sicher am Boden absetzt. Doch kaum dort angelangt, wollen die beiden schon wieder zurück auf ihren geliebten Baum. Unter Zuhilfenahme eines Tisches und eines Sessels nageln sie Bretter an den Stamm und können so wie auf einer Treppe schließlich wieder auf ihren Baum hinaufsteigen.

## Entstehung
Im Jahr 1978 galt es als zu teuer und riskant, in Kanada ein Kinderbuch herauszugeben. Um Kosten zu sparen, verwendete Atwood für das Buch nur die beiden Farben Rot und Blau sowie diverse Brauntöne, die sich aus der Kombination der beiden ersteren ergaben. Da die Autorin eine Ausbildung in Plakatdesign hatte, setzte sie außerdem die Schrift von Hand und konnte dadurch weitere Produktionskosten sparen.

## Rezeption
Claire Watts schreibt in ihrer Buchrezension: „Dies ist ein merkwürdiges kleines Bilderbuch. Es erinnert in Aussehen und Ton ein wenig an Dr. Seuss, ist aber behutsamer und wunderlicher. Die bekannte Autorin Margaret Atwoot schrieb und illustrierte das Buch mit handgeschriebenem Text zu einem Zeitpunkt, als die meisten Verleger finanzielle Risiken scheuten. Um Druckkosten zu sparen, verwendete sie nur Rot- und Blautöne; durch die Kombination aus beiden steht zusätzlich braun zur Verfügung. Dadurch wirkt das Buch primitiv, wie ein altmodisches, von Hand gedrucktes Poster. Atwoods wunderschöne Lettern tanzen über die Seiten, und immer wieder werden einzelne Wörter durch Farbe und Größe der Buchstaben hervorgehoben.“ Joan Kimball schreibt in Library Media Connection: „Die Reime eignen sich gut zum Vorlesen. Der große Druck wird Leseanfänger in der ersten und zweiten Klasse ansprechen. Empfehlung!“ Gillian Engberg meint in Booklist: „Die Aufmachung wirkt zwar veraltet, aber das tut dem Reiz keinen Abbruch. Die fantasievollen, in Rot- und Blautönen gehaltenen Illustrationen werten die Geschichte von zwei Jungen mit Kulleraugen auf, die in einem Baum leben. Das Buch ähnelt einem einfachen Lesebuch: Kurze Sätze, die aus dem Grundwortschatz bestehen; rhythmische, sich wiederholende Sätze, die neuen Lesern helfen, durch die Geschichte zu kommen. Sparsam und einfach, bietet dieser Titel eine erfrischende Rückkehr zu den Grundlagen.“

## Referenzen
Hoch oben im Baum wird in dem literarischen Nachschlagewerk 1001 Kinder- und Jugendbücher – Lies uns, bevor Du erwachsen bist! für die Altersstufe 3+ Jahre empfohlen.

## Ausgaben
- Up in the Tree. McClelland & Stewart, Kanada 1978 (englisch).
- Hoch oben im Baum. Fischer Taschenbuch, Frankfurt am Main 1994.